# 馬埃爾 (科羅拉多州)
馬埃爾（英語：Maher）是位於美國科羅拉多州蒙特羅斯縣的一個非建制地區。該地的面積和人口皆未知。

## 地理
馬埃爾的座標為38°38′46″N 107°35′07″W / 38.64611°N 107.58528°W，而該地的平均海拔高度為2075米（即6808英尺）。